# Echoes (Anggun)
Echoes (nella versione in lingua inglese) o Échos (nella versione in lingua francese) è il quinto album in studio diffuso sul mercato internazionale della cantante indonesiana Anggun, pubblicato nel 2011.

## Tracce
- Versione inglese (Echoes)

1. Echo (You and I) – 2:59
2. Buy Me Happiness – 3:11
3. Only Love – 4:04
4. Weapons – 3:09
5. Lie to Me – 4:20
6. Impossible – 3:11
7. Eternal – 3:55
8. Rollercoaster – 4:31
9. My Addiction – 2:58
10. A Stranger – 3:48
11. Cold War – 3:58
12. Year of the Snake – 4:40
13. Silent Vow – 3:15
14. Let It Be Me – 2:54
15. Snow on the Sahara (2012 Version) – 4:45

- Versione francese (Échos)

1. Je crois en tout – 3:16
2. Je partirai – 4:22
3. L'etiquette – 3:11
4. Mon meilleur amour – 4:06
5. Psychomaniaque – 3:13
6. Toi l'éternelle – 3:58
7. Promets-moi le ciel – 4:34
8. Mon cœur – 3:01
9. Déracinée – 3:50
10. Oser – 4:00
11. L'année du serpent – 4:42
12. J'ai appris le silence – 3:16

## Classifiche
| Classifica (2011) | Posizione raggiunta |
| ----------------- | ------------------- |
| Francia           | 101                 |
| Indonesia         | 1                   |

### Echos (versione francese)
| Classifica (2011) | Posizione raggiunta |
| ----------------- | ------------------- |
| Belgio (Vallonia) | 148                 |
| Francia           | 48                  |